# Haapsalu (gemeente)
Haapsalu (Estisch: Haapsalu linn) is een stadsgemeente in de Estlandse provincie Läänemaa. De gemeente telde 13.379 inwoners op 1 januari 2024. Haar oppervlakte bedraagt 271,82 vierkante kilometer. Het bestuurscentrum is de stad Haapsalu met 9693 inwoners.
De gemeente ontstond in oktober 2017, toen de landgemeente Ridala bij de stadsgemeente Haapsalu werd gevoegd. Officieel is Haapsalu nog steeds een stadsgemeente, maar de stad heeft er 253,6 km² platteland bij gekregen.

## Geografie
De gemeente ligt op een schiereiland. In het westen ligt Väinameri, het gedeelte van de Oostzee tussen de eilanden Muhu, Saaremaa, Hiiumaa en Vormsi en het Estische vasteland. In het noorden ligt de Baai van Haapsalu en in het zuiden de Baai van Matsalu. De baaien zijn inhammen van Väinameri.
Vanuit het dorp Rohuküla worden veerdiensten op de eilanden Hiiumaa en Vormsi onderhouden.
Een deel van de gemeente behoort tot het Nationaal Park Matsalu. Onder de gemeente valt een aantal eilandjes, waarvan Hobulaid, Liialaid en Tauksi de grootste zijn.

## Plaatsen
De gemeente telt:
- één stad, Haapsalu;
- twee plaatsen met de status van vlek: Paralepa en Uuemõisa;
- 56 dorpen: Aamse, Allika, Ammuta, Emmuvere, Erja, Espre, Haeska, Herjava, Hobulaiu, Jõõdre, Kabrametsa, Kadaka, Kaevere, Käpla, Kiideva, Kiltsi, Kiviküla, Koheri, Koidu, Kolila, Kolu, Laheva, Lannuste, Liivaküla, Litu, Lõbe, Mäeküla, Mägari, Metsaküla, Nõmme, Panga, Parila, Põgari-Sassi, Puiatu, Puise, Pusku, Rohense, Rohuküla, Rummu, Saanika, Saardu, Sepaküla, Sinalepa, Suure-Ahli, Tammiku, Tanska, Tuuru, Uneste, Üsse, Uuemõisa (dorp), Väike-Ahli, Valgevälja, Varni, Vätse, Vilkla en Võnnu.

## Partnersteden
- Betlehem (Palestijnse Autoriteit), sinds 2010
- Eskilstuna kommun (Zweden), sinds 2001
- Fundão (Portugal), sinds 2004
- Greve in Chianti (Italië), sinds 2004
- Haninge kommun (Zweden), sinds 1998
- Hanko (Finland), sinds 1989
- Loviisa (Finland), sinds 2000
- Oeman (Oekraïne), sinds 2003
- Rendsburg (Duitsland), sinds 1989

Stadsgemeente: Haapsalu 

Landgemeenten: Lääne-Nigula · Vormsi